# Đại hội Thể thao toàn quốc 2018
Đại hội Thể thao toàn quốc 2018 là kỳ Đại hội Thể thao toàn quốc lần thứ 8, được tổ chức ở thành phố Hà Nội từ ngày 15/11/2018 đến 10/12/2018. Đây là kỳ đại hội đầu tiên mang tên Đại hội Thể thao toàn quốc, từ kỳ đại hội năm 2014 trở về trước, đại hội mang tên Đại hội Thể dục Thể thao toàn quốc.
Đại hội bao gồm 36 môn thi đấu. Lễ Khai mạc được tổ chức ở Sân vận động quốc gia Mỹ Đình, lễ bế mạc được tổ chức ở Cung Điền kinh Hà Nội.
Đoàn Thể thao Hà Nội xếp hạng nhất toàn đoàn trong tổng số 65 đoàn tham gia.

## Các môn thi đấu
- Thể dục Aerobic
- Bắn cung
- Điền kinh
- Bơi
- Cầu lông
- Nhảy cầu
- Bóng rổ
- Bowling
- Boxing
- Thể hình và Fitness
- Billiards & Snooker
- Bóng chuyền trong nhà
- Bóng chuyền bãi biển
- Cầu mây
- Canoeing
- Cờ vua
- Xe đạp địa hình
- Khiêu vũ thể thao
- Bóng đá Nữ
- Đấu kiếm
- Bóng đá Futsal
- Golf
- Thể dục dụng cụ
- Bóng ném
- Judo
- Karate
- Lặn
- Bóng đá Nam
- Muay
- Bi sắt
- Pencak Silat
- Quần vợt
- Xe đạp Đường trường
- Rowing
- Đá cầu
- Bắn súng
- Taekwondo
- Bóng bàn
- Vovinam
- Võ thuật cổ truyền
- Cử tạ
- Vật
- Wushu

## Bảng xếp hạng toàn đoàn
| Xếp hạng | Đoàn             | Vàng | Bạc | Đồng | Tổng |
| -------- | ---------------- | ---- | --- | ---- | ---- |
| 1        | Hà Nội           | 176  | 149 | 139  | 464  |
| 2        | Tp.Hồ Chí Minh   | 118  | 101 | 103  | 322  |
| 3        | Quân đội         | 59   | 61  | 86   | 206  |
| 4        | Thanh Hóa        | 36   | 34  | 31   | 101  |
| 5        | Đà Nẵng          | 31   | 27  | 45   | 103  |
| 6        | An Giang         | 24   | 25  | 18   | 67   |
| 7        | Công an Nhân dân | 23   | 24  | 34   | 81   |
| 8        | Hải Dương        | 22   | 30  | 28   | 80   |
| 9        | Hải Phòng        | 22   | 22  | 42   | 86   |
| 10       | Bình Dương       | 18   | 19  | 39   | 76   |
| 11       | Đồng Nai         | 17   | 10  | 26   | 53   |
| 12       | Quảng Ninh       | 12   | 12  | 21   | 45   |
| 13       | Đồng Tháp        | 12   | 6   | 18   | 36   |
| 14       | Cần Thơ          | 11   | 13  | 15   | 39   |
| 15       | Quảng Bình       | 9    | 11  | 7    | 27   |
| 16       | Vĩnh Long        | 9    | 9   | 19   | 37   |
| 17       | Vĩnh Phúc        | 9    | 7   | 13   | 29   |
| 18       | Bắc Giang        | 9    | 3   | 9    | 21   |
| 19       | Nghệ An          | 8    | 9   | 21   | 38   |
| 20       | Sóc Trăng        | 8    | 8   | 15   | 31   |
| 21       | Thái Nguyên      | 7    | 9   | 15   | 31   |
| 22       | Khánh Hòa        | 7    | 8   | 13   | 28   |
| 23       | Bình Định        | 7    | 7   | 5    | 19   |
| 24       | Ninh Bình        | 7    | 5   | 6    | 18   |
| 25       | Đắk Lắk          | 6    | 7   | 11   | 24   |
| 26       | Hà Tĩnh          | 6    | 7   | 7    | 20   |
| 27       | Bến Tre          | 6    | 4   | 5    | 15   |
| 28       | Trà Vinh         | 6    | 3   | 8    | 17   |
| 29       | Bắc Ninh         | 5    | 11  | 14   | 30   |
| 30       | Bình Phước       | 5    | 4   | 12   | 21   |
| 31       | Bình Thuận       | 5    | 3   | 7    | 15   |
| 32       | Quảng Nam        | 4    | 7   | 12   | 23   |
| 33       | Thái Bình        | 4    | 7   | 10   | 21   |
| 34       | Nam Định         | 4    | 7   | 5    | 16   |
| 35       | Hưng Yên         | 3    | 7   | 15   | 25   |
| 36       | Thừa Thiên Huế   | 3    | 6   | 11   | 20   |
| 37       | Sơn La           | 3    | 6   | 6    | 15   |
| 38       | Phú Thọ          | 3    | 5   | 17   | 25   |
| 39       | Bà Rịa Vũng Tàu  | 3    | 4   | 9    | 16   |
| 40       | Hà Nam           | 3    | 3   | 2    | 8    |
| 41       | Hòa Bình         | 3    | 0   | 1    | 4    |
| 42       | Tiền Giang       | 2    | 8   | 13   | 23   |
| 43       | Long An          | 2    | 4   | 15   | 21   |
| 44       | Bạc Liêu         | 2    | 3   | 8    | 13   |
| 45       | Quảng Ngãi       | 2    | 2   | 15   | 19   |
| 46       | Lào Cai          | 2    | 2   | 7    | 11   |
| 47       | Lâm Đồng         | 2    | 0   | 2    | 4    |
| 48       | Lạng Sơn         | 1    | 5   | 7    | 13   |
| 49       | Quảng Trị        | 1    | 2   | 4    | 7    |
| 50       | Hậu Giang        | 1    | 2   | 1    | 4    |
| 51       | Cà Mau           | 1    | 1   | 6    | 8    |
| 51       | Đắk Nông         | 1    | 1   | 6    | 8    |
| 53       | Tây Ninh         | 1    | 1   | 2    | 4    |
| 54       | Ninh Thuận       | 1    | 1   | 1    | 3    |
| 55       | Kon Tum          | 0    | 3   | 6    | 9    |
| 56       | Tuyên Quang      | 0    | 3   | 3    | 6    |
| 57       | Kiên Giang       | 0    | 1   | 7    | 8    |
| 58       | Hà Giang         | 0    | 1   | 5    | 6    |
| 59       | Cao Bằng         | 0    | 1   | 3    | 4    |
| 60       | Yên Bái          | 0    | 1   | 2    | 3    |
| 61       | Phú Yên          | 0    | 1   | 1    | 2    |
| 62       | Bắc Kạn          | 0    | 0   | 1    | 1    |
| 62       | Điện Biên        | 0    | 0   | 1    | 1    |
| 62       | Gia Lai          | 0    | 0   | 1    | 1    |
| 65       | Lai Châu         | 0    | 0   | 0    | 0    |